# Співучасники (фільм)
Співучасники (рос. Соучастники) — російська кримінальна драма 2015 року.

## Сюжет
Шлюб Ольги (Карина Разумовська) руйнується від жорстокої зради: повернувшись з відрядження, героїня застає чоловіка Едуарда (Дмитро Міллер) в ліжку з Жанною (Олена Чернявська), вчителькою їхнього сина Арсенія. Після скандалу Ольга вибігає з дому і натикається на подвір'ї на тіло вчительки. Едуард боїться розголосу і пропонує заховати його. Чоловік упевнений, що за містом тіло коханки знайдуть нескоро, ніхто не запідозрить сімейство в причетності до загибелі вчительки. Однак тіло таємничо зникає, а життя подружжя перетворюється на справжній кошмар.
Арсеній починає підозрювати батька в злочині, коли на пошуки Жанни піднімається все місто. Ольга потерпає від докорів сумління, адже у скоєному встигли звинуватити невинного. Закоханий в героїню Ігор намагається шантажувати сімейство. Подружжя готове вже зізнатися у всьому. Але історія робить новий виток, коли рибалки випадково знаходять тіло загиблої коханки Едуарда.

## У ролях
| Актор               | Роль              |
| ------------------- | ----------------- |
| Карина Разумовська  | Ольга             |
| Дмитро Міллер       | Едуард            |
| Сергій Мухін        | Ігор              |
| Олена Чернявська    | Жанна             |
| Костянтин Соловйов  | Сергій            |
| Андрій Селіванов    | детектив          |
| Артем Фадєєв        | Арсеній           |
| Євгенія Каверау     | Віка              |
| Лариса Домаскіна    | Надія             |
| Артем Банников      | Артем             |
| Олена Кожейкіна     | мати Ольги        |
| Анастасія Бібарцева | ріелтор           |
| Микола Калінін      | рибалка           |
| Марія Кондратенко   | Наталка           |
| Олег Флєєр          | господар ломбарду |
| Володимир Крючков   | лікар             |